# 兵庫県立舞子高等学校
兵庫県立舞子高等学校（ひょうごけんりつ まいここうとうがっこう）は、兵庫県神戸市垂水区学が丘にある全日制の県立高等学校。

## 概要
近隣には、兵庫県立神戸商業高等学校や兵庫県立星陵高等学校がある（神戸第1学区）。
歴史は2023年時点で50年と浅く、比較的新しい学校である。設置学科には普通科の他に、2002年（平成14年）に新設された環境防災科がある。環境防災科は、全国の高校で初めて設けられた防災学科である。毎年6月に「舞子祭」と称する文化祭が行われる。
また、阪神・淡路大震災の被害に遭った学校でもあり、避難場所となった教訓を生かして、災害時における非常用電源として太陽光発電システムをいち早く取り入れた。

## 設置学科
- 普通科
- 環境防災科（1学年あたり40名）

## 沿革
- 1973年（昭和48年） 新設高校開設準備室に設置される。
- 1974年（昭和49年） 兵庫県立舞子高等学校開校。神戸市立舞子中学校において開校式、第1回入学式が行われる。神戸市立多聞東中学校において授業開始。
- 1975年（昭和50年） 神戸市垂水区学が丘3丁目2番に本校舎移転。神戸市立多聞東中学校にて第2回入学式を挙行。特別教室棟等竣工、体育館竣工、校舎等竣工記念式典を挙行。
- 1978年（昭和53年） プール、部室竣工。
- 1983年（昭和58年） 第1学年より47人学級編制となる。創立10周年記念式典を挙行。
- 1991年（平成3年） 第1学年より45人学級編成となる。
- 1992年（平成4年） 第1学年より40人学級編成となる。
- 1993年（平成5年） 図書室空調設備竣工。創立20周年記念式典を挙行。
- 1995年（平成7年） 阪神・淡路大震災が発生し、校舎等被災、避難者受入。
- 1996年（平成8年） 震災被害に伴い、災害復旧工事竣工。
- 1997年（平成9年） 太陽光発電設備設置工事竣工。
- 1998年（平成10年） 管理普通教室棟・昇降口棟外壁改修工事竣工。
- 1999年（平成11年） 特別教室棟・体育館外壁改修工事竣工。
- 2002年（平成14年） 環境防災科設置。
- 2003年（平成15年） 創立30周年記念式典を挙行。
- 2006年（平成18年） 2月、環境防災科の男子卒業生の要望で、アーティストのGacktが第30回生の卒業式を訪問。詳細は後述。
- 2011年（平成23年） 東日本大震災のボランティアを高校生地域貢献事業で派遣[1]。特色選抜の「先進理工類型」が設置された。

## 交通アクセス
- JR西日本山陽本線（JR神戸線）「舞子駅」または山陽電鉄「舞子公園駅」からバスターミナル（JR南側）53系統バス「多聞東小学校前」下車、南へ徒歩約4分。
- 神戸市営地下鉄西神延伸線「学園都市駅」からバスターミナル 53系統バス乗車約7分「多聞東小学校前」下車、南へ徒歩約4分。

なお、停留所として「舞子高校前」があるが、位置は当校から新多聞団地を通り抜けた先になるため、上記停留所よりも遠い。また、当校の前を通るバス路線もあるが、現在のところ当校の前に停留所はないため、「多聞東小学校前」が最寄りとなる。

## 野に咲く花のように
- 2005年度の兵庫県立舞子高等学校第30回生の卒業式に、アーティストのGacktがサプライズゲストとして飛び入り参加した。卒業生のある男子生徒がGacktのラジオ番組で、自らが所属する環境防災科の事について悩みを相談していた事がきっかけ。卒業式が厳粛に進む中、卒業生退場の前に、同校校長からの紹介で登場。一同が騒然とする中、舞子高校第30回生のために作詞作曲されたオリジナルソング「野に咲く花のように」を熱唱。卒業生にメッセージを贈った後、サプライズコンサートは幕を閉じた[2]。後に、その男子生徒は、Gacktのマネージャーとして働いている[3]。
- この曲は2007年2月 - 3月にNHKみんなのうたで放送された。

## 著名な卒業生
※五十音順
- 貴島明日香 - ファッションモデル
- 小島初佳 - 陸上競技選手、200メートル元日本記録保持者。
- 田中武宏 - 野球選手、明治大学監督
- 中條健一 - 吉本興業、吉本新喜劇男優
- 納富俊行 - ウエイトリフティング選手、アトランタオリンピック出場、日本記録保持者（旧階級）（現・須磨友が丘高校ウエイトリフティング部監督）
- 広瀬美代子 - 全日本バレーボール選手、元ユニチカ（現東レ）
- 船尾修 - 写真家、林忠彦賞受賞者、土門拳賞受賞者